# Ghiacciaio degli Abruzzi
Il ghiacciaio degli Abruzzi (in urdu  آبروزي گلیشیر‎?) è un ghiacciaio situato sul versante nord del picco di Baltoro Kangri, nella regione settentrionale del Gilgit-Baltistan, in Pakistan. Prende il nome da Luigi Amedeo di Savoia-Aosta, primo duca degli Abruzzi, esploratore e alpinista italiano che ha condotto una spedizione nel Karakorum nel 1909, nel corso della quale sono state realizzate molte ascensioni parziali del K2. 
Si unisce al ghiacciaio del Baltoro (uno dei più grandi ghiacciai fuori delle regioni polari) che scorre a nord-ovest all'inizio e poi gira verso ovest, offrendo viste mozzafiato del K2, la seconda vetta più alta del mondo. 